# 3225 Hoag
3225 Hoag là một tiểu hành tinh vòng trong của vành đai chính of 1.780 AU. Nó thuộc họ Hungaria.
Nó có độ lệch tâm quỹ đạo là 0.0530553 và chu kỳ quỹ đạo là ~941 ngày (2.58 năm).
Nó được khám phá ở Đài thiên văn Palomar ngày 20 tháng 8 năm 1982 bởi Carolyn và Eugene Shoemaker.
Nó được đặt theo tên nhà thiên văn học Hoa Kỳ Arthur Allen Hoag.